# 朱塞佩·斯庫利
朱塞佩·斯庫利（Giuseppe Sculli，1981年3月23日—）是一位意大利足球運動員。目前他效力於拉齊奧。他的首場意甲比賽是在2002年9月14日，摩德納對AC米蘭的比賽。他在2006年8月24日被尤文圖斯外借到熱那亞，并在2007年正式轉會到熱那亞。2011年冬季轉會期期間，他以350萬歐元轉會費加盟拉齊奧。